# Journée des barricades
Journée des barricades (tj. Den barikád) je ve francouzských dějinách označení pro povstání proti králi Jindřichu III., které proběhlo v Paříži dne 12. května 1588. Král poté uprchl z Paříže.

## Průběh

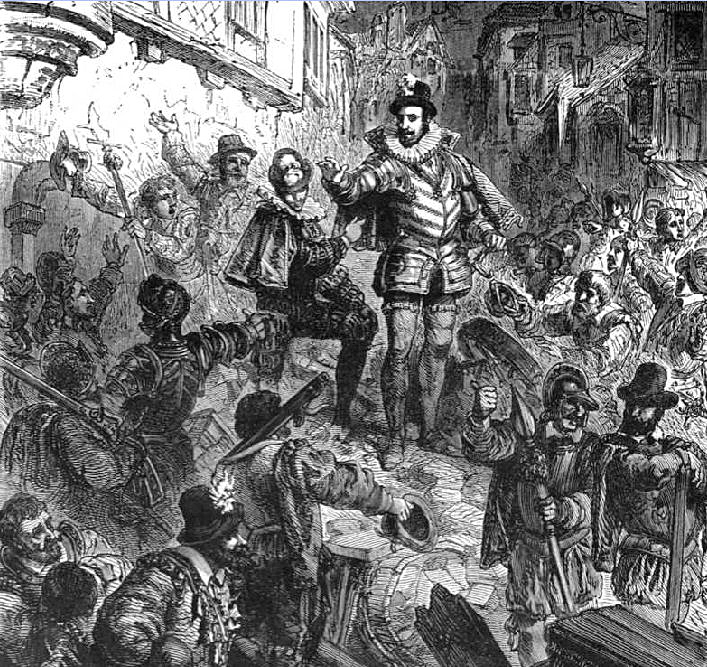
Vévoda de Guise na barikádách

Ve Francii probíhala osmá náboženská válka zvaná válka tří Jindřichů. Hlavní příčinou nepřátelství obyvatel vůči králi Jindřichu III. bylo to, že bezdětný král označil jako svého nástupce hugenota Jindřicha Navarrského. Proto se pařížské obyvatelstvo přiklonilo k vévodovi de Guise, vůdci katolické ligy. Ten se navzdory královskému zákazu vrátil do Paříže. V obavách o svůj život povolal Jindřich III. do hlavního města několik pluků švýcarské gardy. Král tím porušil zásadu, že v Paříži nemá právo pobývat žádná cizí jednotka. Pařížané se obávali, že budou zatčeni katoličtí vůdci.
Dne 12. května začaly vznikat první barikády na Place Maubert a poté se objevily na dalších strategických místech ve městě. Poprvé ve své historii v Paříži obyvatelstvo postavilo uliční zátarasy, které se posléze začaly nazývat barikády (od slova sud – barrique podle hlavního prvku, ze kterého se stavěly). Na povstání se podílel vévoda de Guise.
Prezident pařížského parlamentu Achille de Harlay se postavil proti vévodovi de Guise a umožnil Jindřichu III. uprchnout z Paříže. Král se odebral nejprve do Saint-Cloud, poté do Chartres, Rouenu a nakonec na zámek Blois.

## Následky
Král pod vévodovým nátlakem podepsal 17. července 1588 edikt o jednotě (édit d'union), ve kterém se král usmířil s vévodou a zavázal se neuzavřít „žádný mír ani příměří s kacíři.“ Vévoda byl jmenován generálporučíkem království.
Po porážce španělské Armady 8. srpna 1588 král svolal do Blois na 16. října 1588 generální stavy. Vévoda plánoval zavraždit krále a zmocnit se trůnu, ale král udeřil jako první a nechal zabít vévodu a jeho bratra Ludvíka 23. prosince 1588. Tím oslabil rodinu de Guise a katolickou ligu. Do Paříže se však již nikdy nevrátil. Do královských rukou se hlavní město vrátilo až v roce 1594, zatímco král byl zavražděn v roce 1589.